# Sarah Kisawuzi
Sarah Ssentongo Kisawuzi (cũng là Kisauzi) là một nữ diễn viên người Uganda được biết đến nhiều nhất với vai Nalweyiso, mẹ chồng, trong bộ phim truyền hình NTV 2013 Deception.

## Sự nghiệp
Kisawuzi lọt vào ánh đèn sân khấu với vai Nalweyiso, vai diễn mà bà đóng trong loạt phim truyền hình Decece từ 2013-2016 và giành cho bà giải Nữ diễn viên xuất sắc nhất tại Giải thưởng Giải trí Uganda 2015. Sau đó, bà đã đóng các vai trò khác như trong bộ phim cờ vua Disney Queen of Katwe với tư cách là bà của Katende năm 2016, Cơ hội thứ hai của Uganda telenovela. Bà đóng vai Mama Stella trong một bộ phim chiến dịch bạo lực giới tính năm 2019 Bed of Thorns và vai Barbara Batte trong loạt phim truyền hình 2019 Power of Legacy. Kisawuzi cũng đã tham gia bộ phim ngắn 2012 Cố gắng thông minh của Usama Mukwaya, và trong các sản phẩm của Mariam Ndagire, Vì bạn, Hearts in Pieces (2009) và Where we Belong (2011). Nó đã được thông báo rằng Kisawuzi có một vai trò trong một sản phẩm của Hollywood có tựa đề "Little America" 

## Đóng phim
| Năm  | Chức vụ                  | Vai trò        | Ghi chú                                                                    |
| ---- | ------------------------ | -------------- | -------------------------------------------------------------------------- |
| 2019 | Giường gai               | Mẹ Stella      |                                                                            |
| 2019 | Sức mạnh của di sản      | Barbara Batte  | Phim truyền hình 2019 đang thực hiện                                       |
| 2016 | '' Nữ hoàng của Katwe    | Bà của Katende |                                                                            |
| 2016 | Cơ hội thứ hai           |                | Phim truyền hình 2016-2018                                                 |
| 2013 | Lừa dối                  | Nalweyiso      | Giành giải Nữ diễn viên xuất sắc nhất tại Giải thưởng Giải trí Uganda 2015 |
| 2012 | Nỗ lực thông minh        |                | Đạo diễn Usama Mukwaya                                                     |
| 2011 | Nơi chúng ta thuộc về    |                | Mariam Ndagire sản xuất                                                    |
| 2009 | Vì bạn                   |                |                                                                            |
| 2009 | Trái tim thành từng mảnh |                |                                                                            |

## Giải thưởng & Đề cử
| Năm  | Đề cử công việc | Hội                         | thể loại | Kết quả | Ref. |
| ---- | --------------- | --------------------------- | --- | ------- | ---- |
| 2015 | Deception       | Giải thưởng Giải trí Uganda | style="background: #99FF99; color: black; vertical-align: middle; text-align: center; " class="yes table-yes2"\|Đoạt giải |         |      |